# Rasslebygd
Rasslebygd är en ortsdel i Emmaboda och platsen för Emmabodafestivalen, även känd som Rasslebygdsfestivalen, som hölls årligen mellan 1988 och 2018.